# Art zapotèque

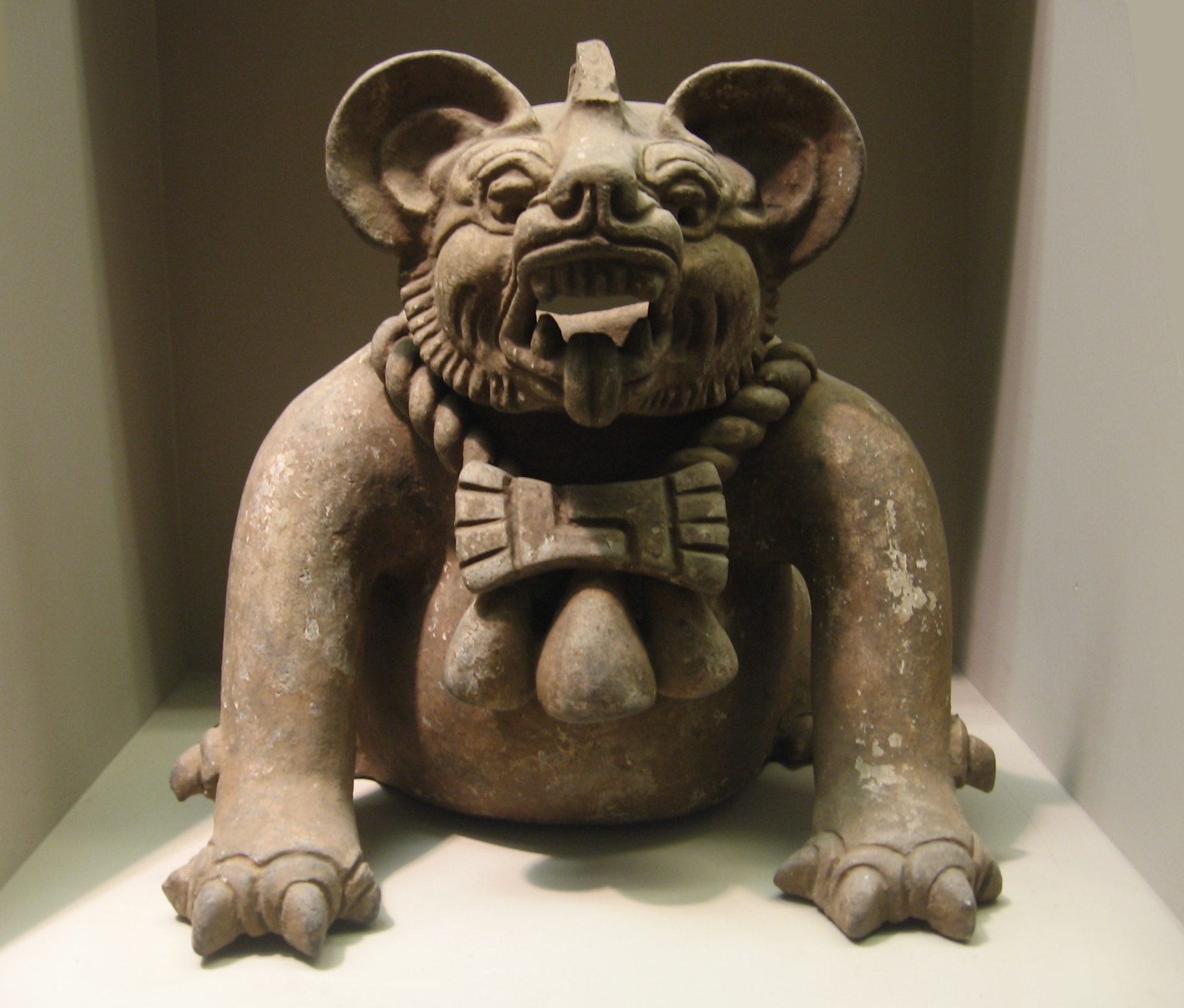
Urne funéraire fabriquée entre 300 et 650 apr. J.-C., soit lors du Classique Ancien de l'histoire précolombienne d'après les classements archéologiques.

L'art zapotèque, qui s'est développé dans la zone méridionale du Mexique, est influencé par la civilisation olmèque et s'est exprimé principalement dans la capitale de ce peuple, Monte Albán. 
Les Zapotèques seraient arrivés à la fin du VIe siècle de notre ère dans la région d'Oaxaca, car Monte Alban fut occupée par une population olmécoïde, et construisirent la plupart des grands bâtiments en terrasse qui donne son caractère grandiose à Monte Alban.
Mais on trouve l'empreinte du peuple zapotèque dans d'autres parties de l'actuel État d'Oaxaca. Ils sont les artisans des urnes funéraires en céramique dont le décor est si riche et si détaillé qu'on[Qui ?] pourrait parler d'un style baroque de l'époque précolombienne. Chose étonnante, on ne connaît presque pas de sculptures sur pierre datant de l'époque zapotèque.

## Galerie

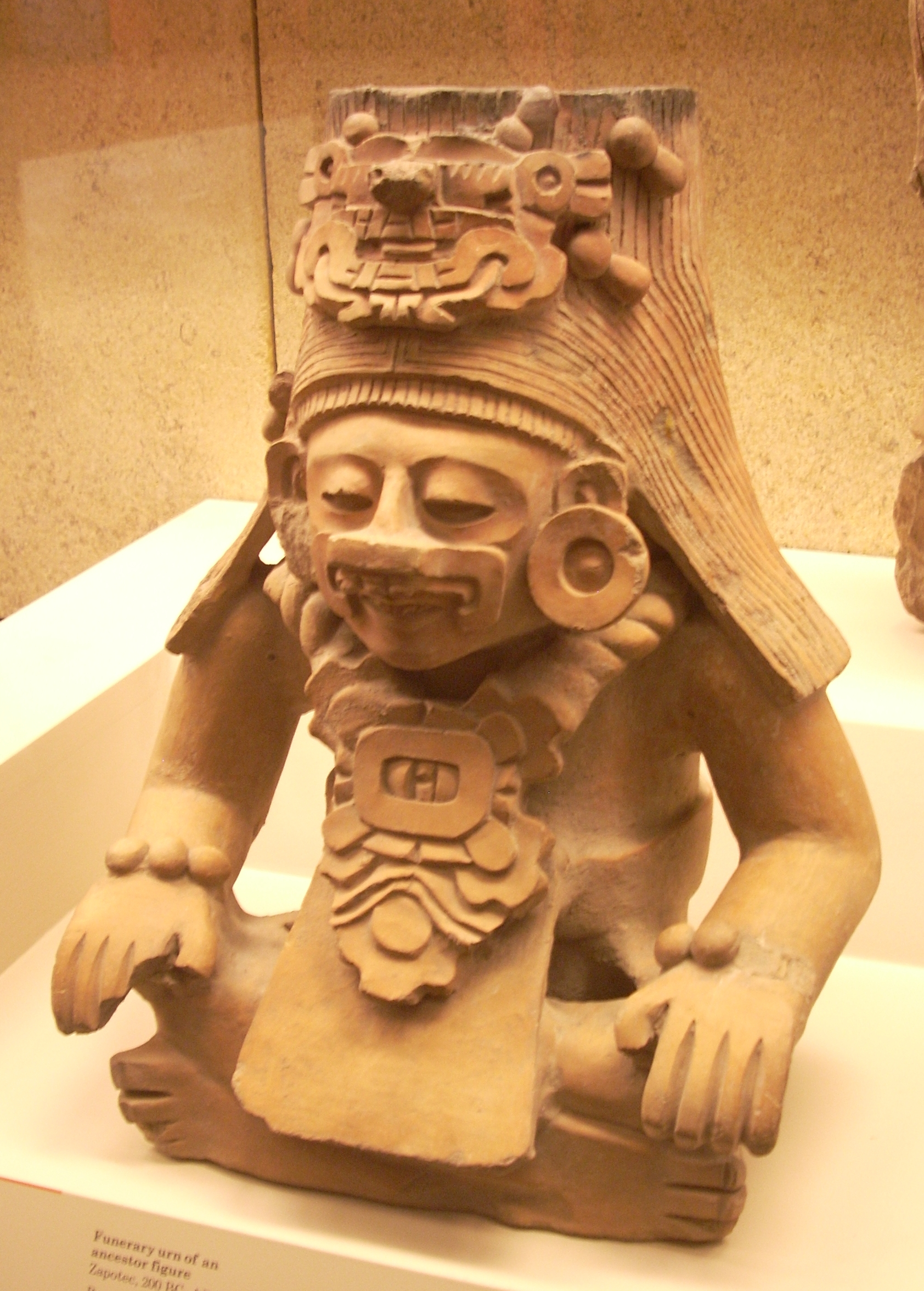
Urne funéraire du Bristish Museum (es)
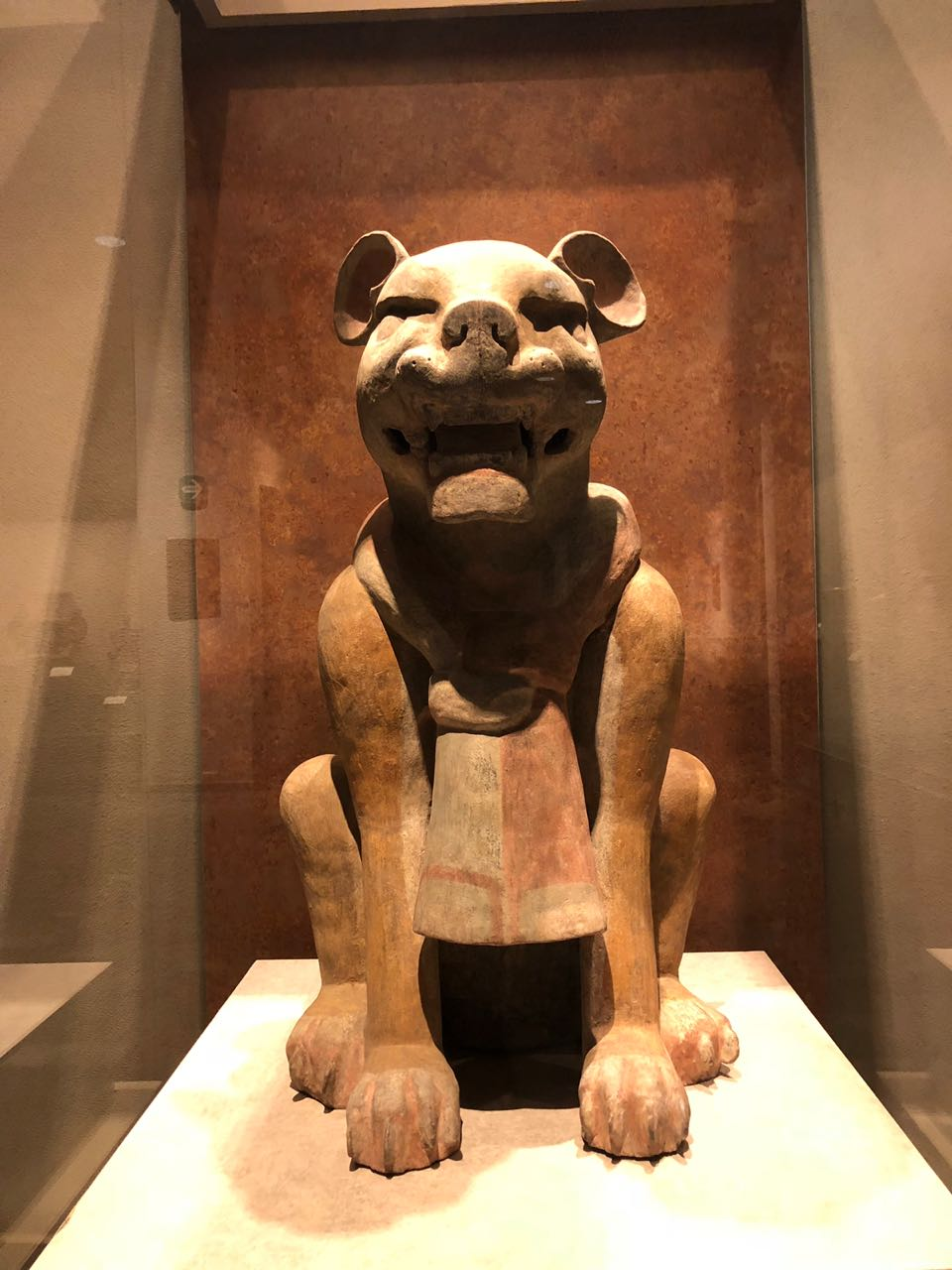
Urne du grand jaguar (es)
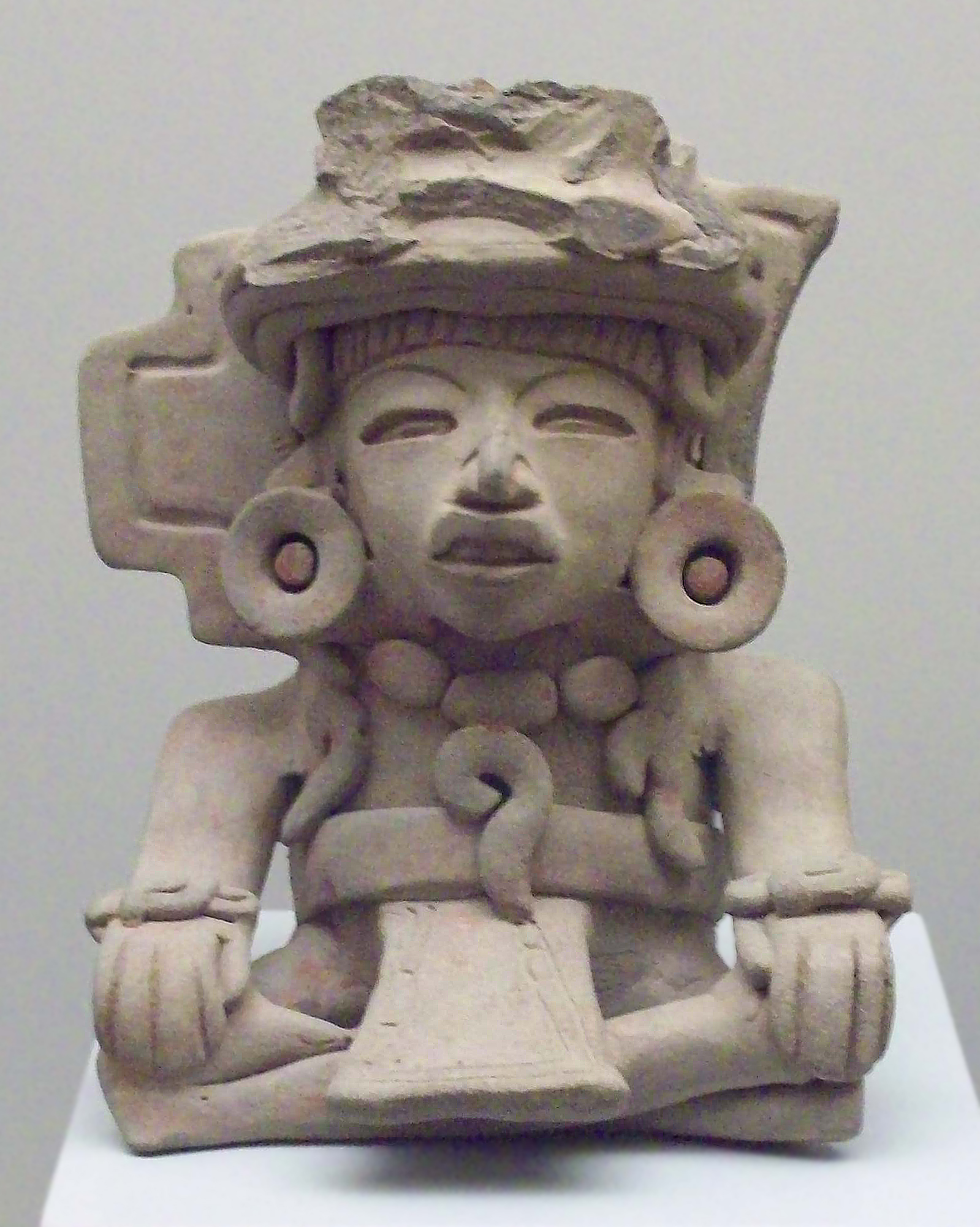
Urne funéraire en céramique peinte figurant un personnage assis (Berlin)
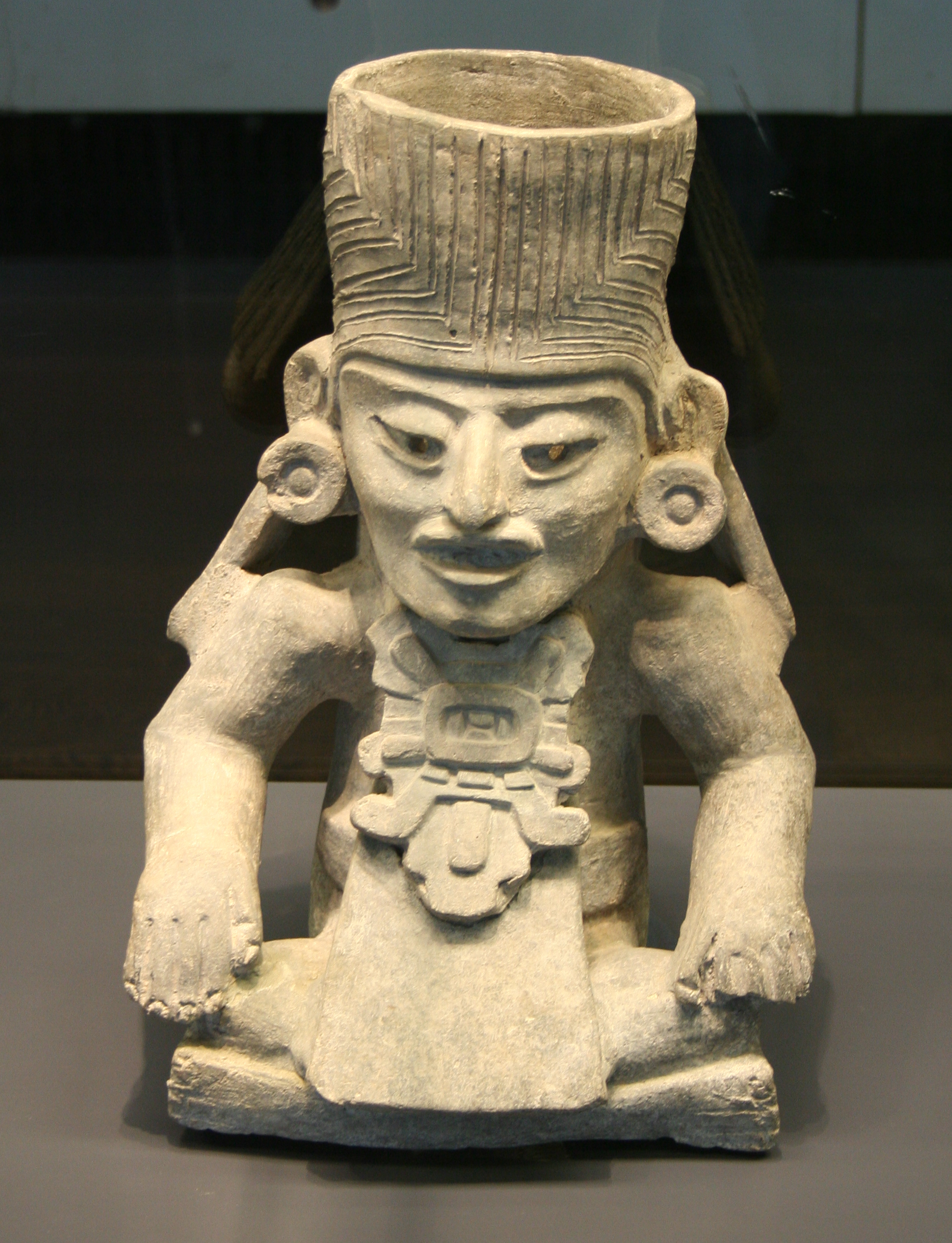
Vase en céramique représentant une figure humaine aux traits félins (Monte Albán III)
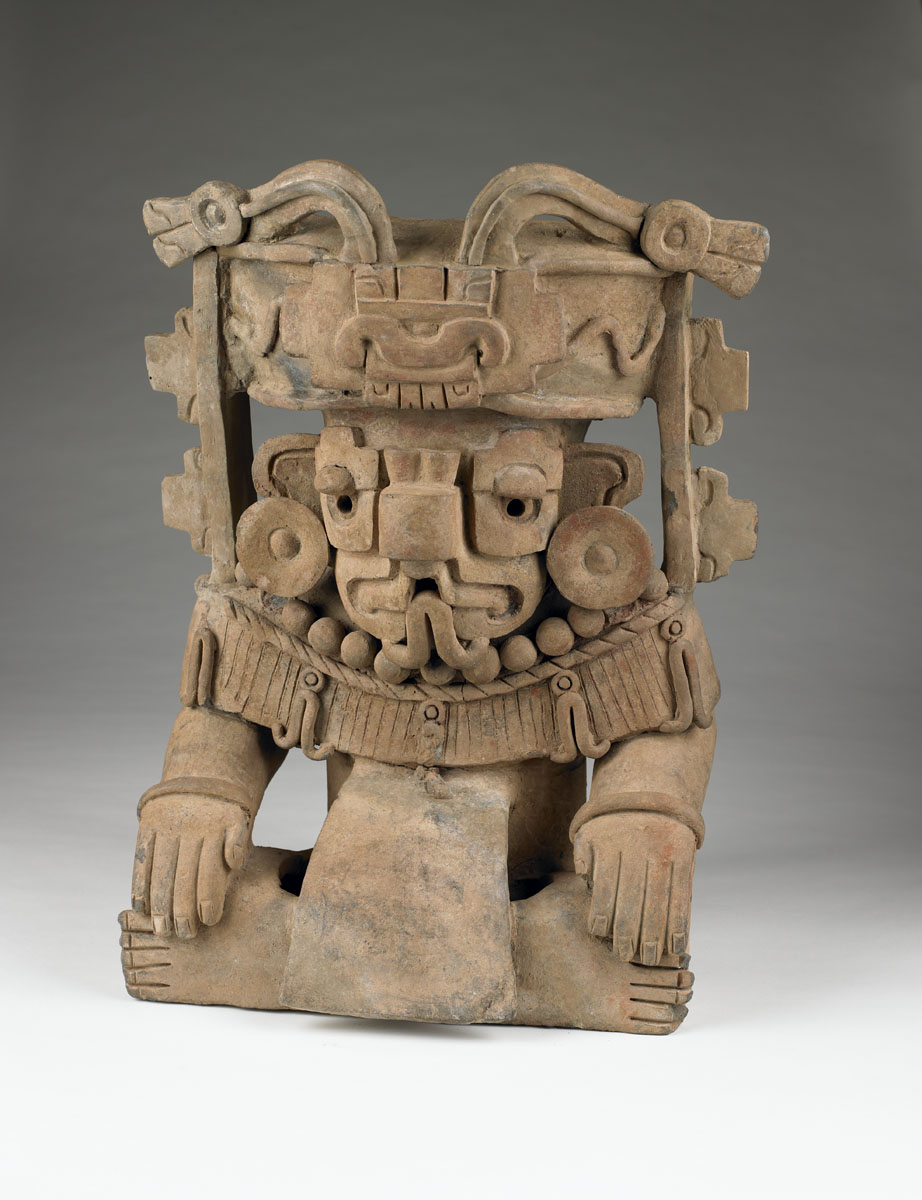
Urne représentant le dieu zapotèque Cocijo, dieu de la pluie

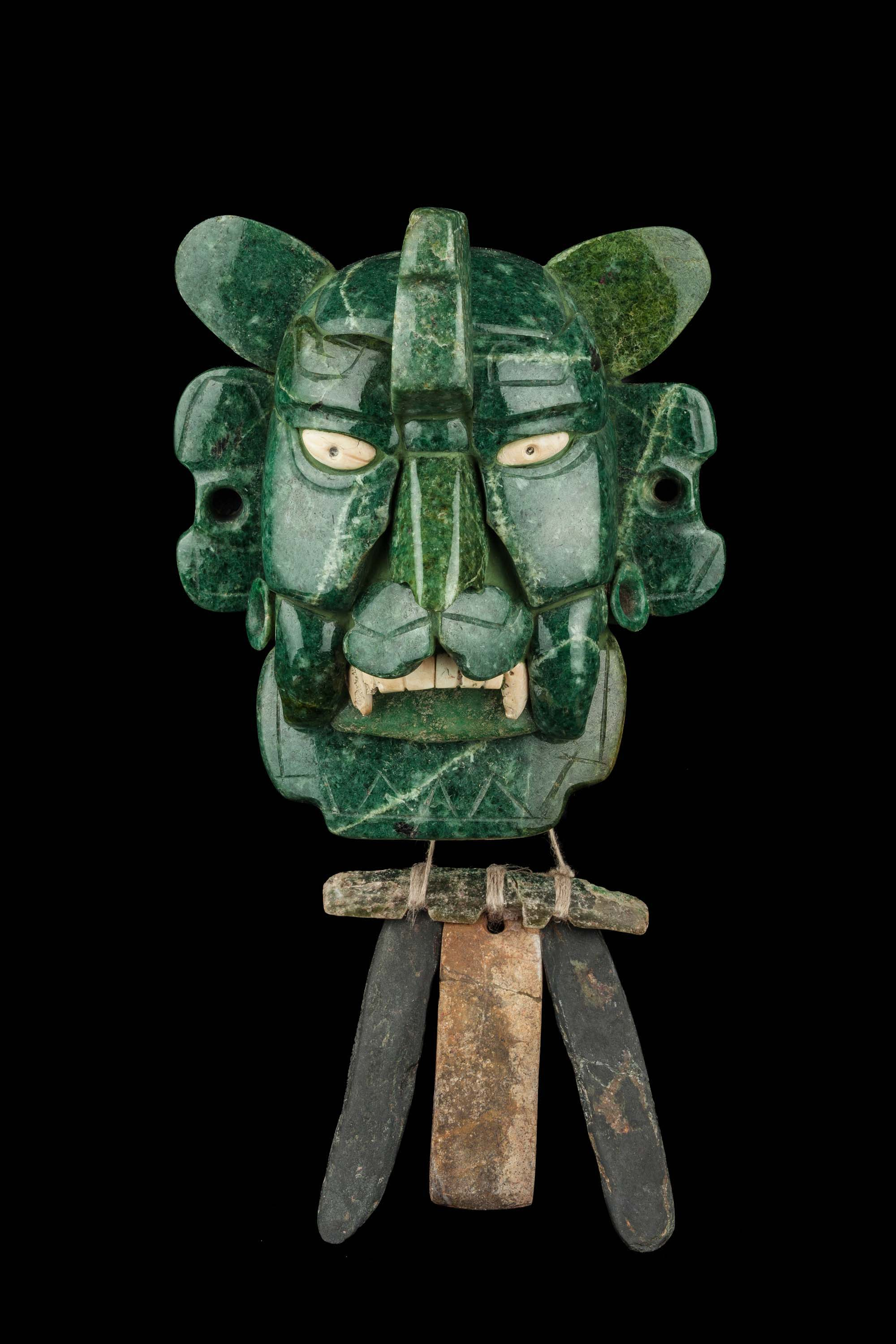
Masque pectoral trouvé dans une sépulture à Monte Alban, représentant le dieu chauve-souris zapotèque
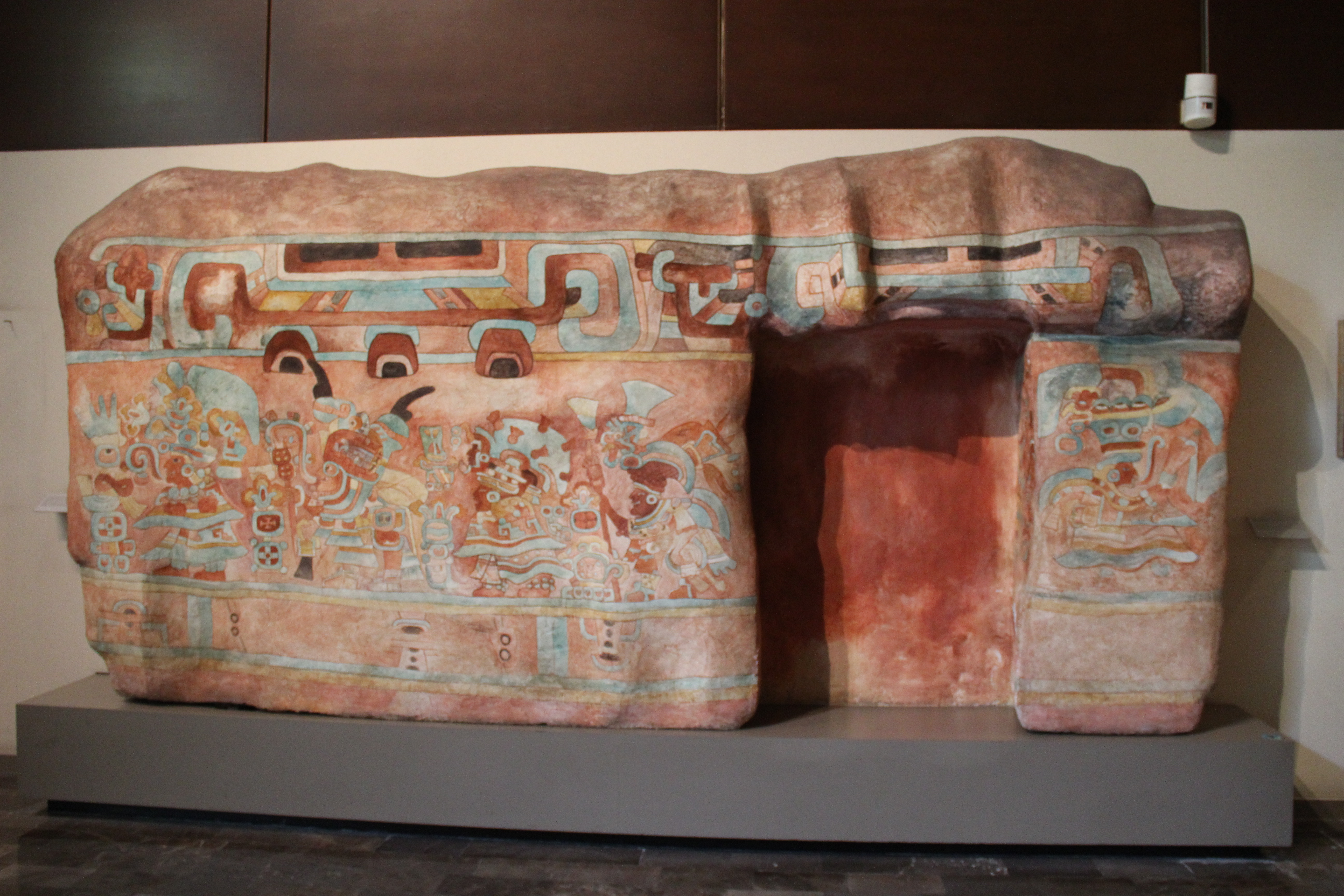
Reconsitution de tombe zapotèque
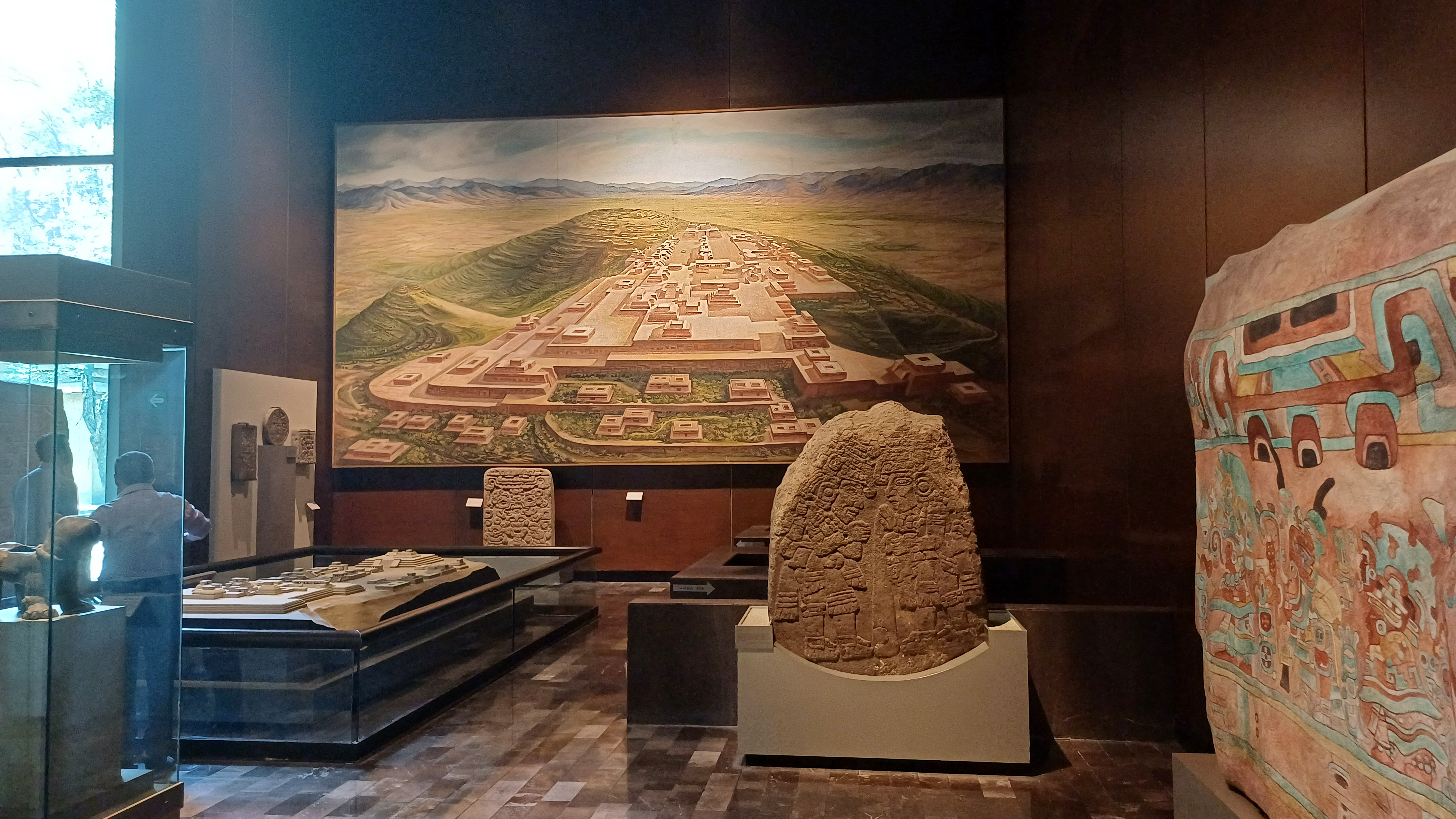
Salle Monte Albán, Musée national d'ethnologie (Oaxaca)
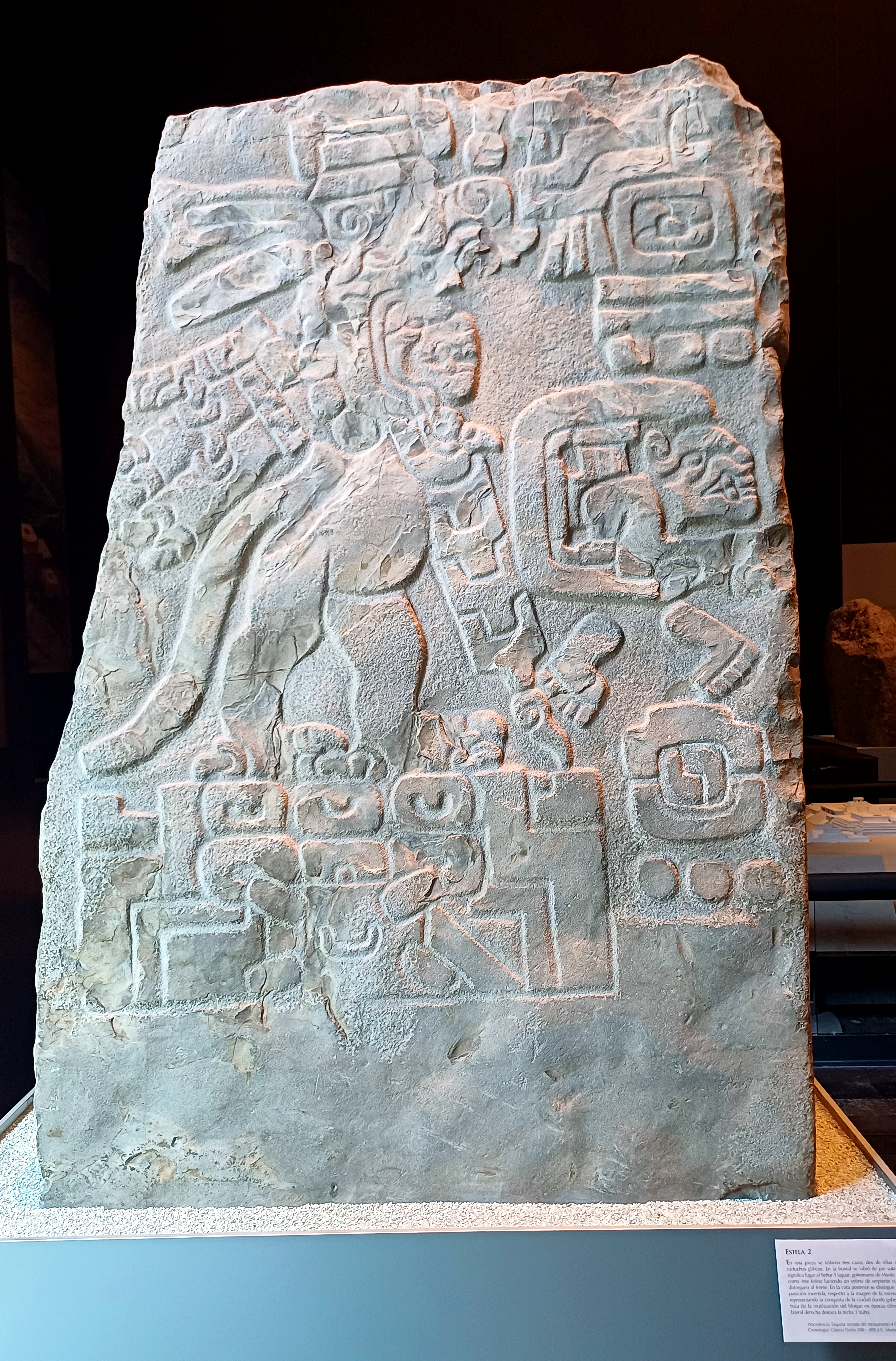
Stèle 2 de Monte Albán (500-800)
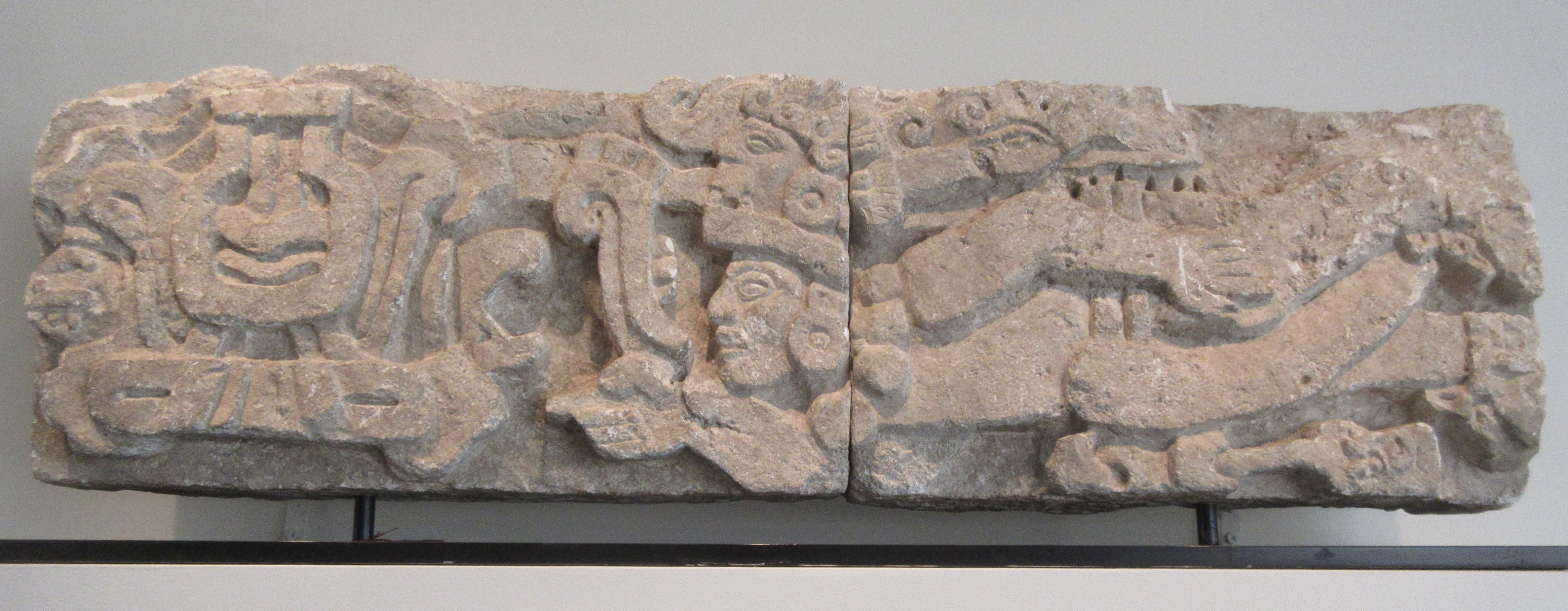
Linteau zapotèque en calcaire